# San Bartolomé Ayautla (kommun)
San Bartolomé Ayautla är en kommun i Mexiko.   Den ligger i delstaten Oaxaca, i den sydöstra delen av landet, 300 km sydost om huvudstaden Mexico City.
Följande samhällen finns i San Bartolomé Ayautla:
- San Bartolomé Ayautla
- La Soledad Piedra Ancha
- Cafetal Carlota